# Hertig av Urach

Urachs vapen.

Titeln Hertig av Urach skapades för Wilhelm, greve av Württemberg den 28 mars 1857. Wilhelm var son till hertig Wilhelm av Württemberg (1761-1830) och hans morganatiska hustru baronessan Wilhelmine von Tunderfeldt-Rhodis (1777-1822).
Den andra hertigen av Urach var under en kort period 1918 kung av Litauen som Mindaugas II.

## Hertig av Urach (1857)
- Wilhelm, greve av Württemberg (1810-1869)
- Wilhelm av Urach (1864-1928)
- Karl Gero av Urach (1899-1981)
- Karl Anselm av Urach (född 1955) avsade sig titeln 1991
- Wilhelm Albert av Urach (född 1957)

Arvinge till hertigtiteln prins Karl Philipp av Urach (född 1992)